# Cosera de Luna
 Cosera  fue una localidad española perteneciente al municipio de Barrios de Luna, en la provincia de León, comunidad autónoma de Castilla y León. Desapareció bajo las aguas del embalse de Barrios de Luna en 1951 además de los pueblos de Arévalo, Campo de Luna, La Canela, Lagüelles, Láncara de Luna, Miñera, Oblanca, San Pedro de Luna, Santa Eulalia de las Manzanas, Truva y Ventas de Mallo.

## Geografía física

### Ubicación
Estaba situado a la orilla derecha del río Luna, sobre la falda de una montaña que se eleva por el oeste.

## Historia
siglo XIX
En el siglo XIX Pascual Madoz en su Diccionario Geográfico lo describió como un lugar en la provincia de León perteneciente al Ayuntamiento de Los Barrios de Luna. Partido judicial de Murias de Paredes; audiencia territorial y capitanía general de Valladolid. Pertenecía a la diócesis de Oviedo. Situado a orillas del río Luna sobre el que había un puente llamado de San Lorenzo que comunicaba con el barrio de Casasola en la otra orilla del río. Tenía en aquellos años 11 casas con cubierta de paja, una escuela de primeras letras y la parroquia de San Miguel. Sus caminos eran los locales excepto el de León de donde recibía la correspondencia. El terreno era de mala calidad pero se sembraba trigo, centeno, lino y pastos para el ganado. Había buena caza de perdices y pesca de truchas.
siglo XX
En 1956 se construyó para zonas de regadío del Páramo Leonés y la comarca del río Órbigo el embalse de Barrios de Luna cuyo proyecto databa de 1935-1936 y que provocó la despoblación de 14 pueblos: Cosera desapareció bajo las aguas del embalse además de los pueblos de Arévalo, Campo de Luna, La Canela, Lagüelles, Láncara de Luna, Miñera, Oblanca, San Pedro de Luna, Santa Eulalia de las Manzanas, Truva y Ventas de Mallo.